# Portocala mecanică (film)
Portocala mecanică (titlul original: în engleză A Clockwork Orange) este un film satiră/science fiction din 1971, ecranizat după romanul cu același nume al lui Anthony Burgess apărut în 1962. Filmul îl are în centru pe Alex DeLarge, un delincvent charismatic și psihopat ale cărui plăceri constau în muzica clasică, violul și ultra-violența. El conduce un mic grup de huligani pe care îi numește droogs. Filmul prezintă crimele îngrozitoare ale acestei găști, capturarea lui Alex de către poliție și încercarea doctorilor de a-l reabilita prin intermediul unui experiment psihologic controversat. Alex este naratorul majorității filmului iar limba în care acesta vorbește este Nadsat, un argou contemporan adolescentin compus din limbile slave și limba engleză. 
Adaptarea cinematografică a fost produsă, regizată și scrisă de Stanley Kubrick. Filmul conține multe imagini violente iar coloana sonoră este compusă în mare parte din muzică clasică dar și compoziții de sintetizator Moog realizate de Wendy Carlos. O excepție notabilă este cântecul "Singin' in The Rain", ales deoarece Malcolm McDowell știa în întregime versurile sale. Afișul filmului, devenit azi celebru, a fost creat de designerul Bill Gold. Portocala mecanică deține recordul în Guinness World Records ca fiind primul film în care s-a folosit sistemul Dolby Sound. 

## Sinopsis
Într-o Mare Britanie futuristă, o gașcă de adolescenți iese la acțiune în fiecare noapte, agresând și violând victime lipsite de ajutor. După ce unul dintre membri stârnește o revoltă în interior, gașca hotărăște să îl înlăture și să îl lase pe mâinile poliției. Odată prins și condamnat la închisoare, băiatul este de acord să experimenteze un nou tip de terapie, metodă prin care să își scurteze pedeapsa. Urmările ei sunt însă extrem de negative pentru Alex care, deși scapă de ceva ani de închisoare, devine captiv în propria lui lume. 
"Portocala mecanică trebuie să fie un manifest și chiar o piedică asupra posibilității opțiunii. Eroul sau antieroul, Alex, este un tip foarte rău, dar răutatea sa nu este produsul unei condiționări sociale sau genetice, ci propria sa problemă, în care s-a angajat cu toată luciditatea." - Anthony Burgess - 1972
În anul 1972, filmul a fost nominalizat la Oscar pentru "Cel mai bun film" și "Cel mai bun regizor", iar în 2006 a fost votat pe locul 2 în topul celor mai controversate 25 filme din toate timpurile.

## Distribuție
| Actor              | Personaj                                                  |
| ------------------ | --------------------------------------------------------- |
| Malcolm McDowell   | Alexander DeLarge                                         |
| Patrick Magee      | Dl. Alexander                                             |
| Michael Bates      | Gardianul Șef                                             |
| Warren Clarke      | Dim                                                       |
| John Clive         | Actor pe scenă                                            |
| Adrienne Corri     | D-na. Alexander                                           |
| Carl Duering       | Dl. Brodsky                                               |
| Paul Farrell       | Vagabond                                                  |
| Clive Francis      | Joe chiriașul                                             |
| Michael Gover      | Guvernatorul închisorii                                   |
| Miriam Karlin      | Doamna cu pisicile (Dna. Weathers)                        |
| James Marcus       | Georgie                                                   |
| Aubrey Morris      | Dl. P. R. Deltoid                                         |
| Godfrey Quigley    | Preotul închisorii                                        |
| Sheila Raynor      | Mama lui Alexander DeLarge                                |
| Madge Ryan         | Dr. Branom                                                |
| John Savident      | Conspirator                                               |
| Anthony Sharp      | Frederick, Ministrul de Interne                           |
| Philip Stone       | Tatăl lui Alexander DeLarge                               |
| Pauline Taylor     | Psihiatru                                                 |
| Margaret Tyzack    | Conspirator Rubinstein                                    |
| Steven Berkoff     | Brigadier Tom                                             |
| Lindsay Campbell   | Inspector de poliție                                      |
| Michael Tarn       | Pete                                                      |
| David Prowse       | Julian (bodyguard-ul d-lui. Alexander)                    |
| Jan Adair          | O slujnică din fantezia biblică                           |
| Gaye Brown         | Sophisto (din barul cu lapte Korova)                      |
| John J. Carney     | Inspector                                                 |
| Vivienne Chandler  | O slujnică din fantezia biblică                           |
| Richard Connaught  | Billy Boy (șef de bandă)                                  |
| Prudence Drage     | O slujnică din fantezia biblică                           |
| Carol Drinkwater   | Sora Feeley                                               |
| Lee Fox            | Polițist                                                  |
| Cheryl Grunwald    | Victima violului din filmul                               |
| Gillian Hills      | Sonietta                                                  |
| Craig Hunter       | Medic                                                     |
| Shirley Jaffe      | Victimă a bandei lui Billy Boy                            |
| Virginia Wetherell | Actrița pe scenă                                          |
| Neil Wilson        | Temnicer                                                  |
| Katya Wyeth        | Fata din fantezia lui Ascot                               |
| Robert Bruce       | Paznic de la barul cu lapte                               |
| Katharina Kubrick  | Fată întâlnită de Alex în magazinul cu înregistrări audio |
| George O'Gorman    | Grefier (nemenționat)                                     |
| Pat Roach          | Paznic de la barul cu lapte                               |
| Barbara Scott      | Marty                                                     |

## Premii și mominalizări

### Premiul Oscar
- Premiul Oscar pentru cel mai bun regizor - Stanley Kubrick
- Premiul Oscar pentru cel mai bun montaj - Bill Butler
- Premiul Oscar pentru cel mai bun film - Stanley Kubrick
- Premiul Oscar pentru cel mai bun scenariu adaptat - Stanley Kubrick

### Premiul BAFTA
- BAFTA pentru cea mai bună regie artistică - John Barry
- BAFTA pentru cea mai bună imagine - John Alcott
- BAFTA pentru cel mai bun regizor - Stanley Kubrick
- BAFTA pentru cel mai bun film
- BAFTA pentru cel mai bun montaj - Bill Butler
- BAFTA pentru cel mai bun scenariu - Stanley Kubrick
- BAFTA pentru cel mai bun sunet - Brian Blamey, John Jordan, Bill Rowe

### Premiul Globul de Aur
- Premiul Globul de Aur pentru cel mai bun regizor - Stanley Kubrick
- Premiul Globul de Aur pentru cel mai bun film (dramă)
- Premiul Globul de Aur pentru cel mai bun actor (dramă) - Malcolm McDowell

## Primire
Într-un sondaj din 1999 al Institutului Britanic de Film (British Film Institute - BFI) filmul a fost desemnat ca fiind al 81-lea cel mai bun dintr-o listă de 100 filme britanice.